# L'Année épigraphique
L'Année épigraphique (El año epigráfico, abreviatura estándar AE) es una publicación francesa sobre la epigrafía (el estudio de inscripciones o epígrafes como escritura). Fue fundada en 1888 por René Cagnat, como titular de la cátedra de 'Epigrafía y antigüedades romanas' en el Collège de France y Jean-Guillaume Feignon, como epigrafista auxiliar. Estuvo vinculada al Revue archéologique hasta la edición de 1964, cuándo  se convirtió en una publicación autónoma de Presses universitaires de France (PUF) beneficiándose de una subvención del Centro nacional de la investigación científica (CNRS), una parte estuvo editada bajo su auspicio. Sistemáticamente recoge toda inscripción descubierta anualmente a través del mundo con respecto a la antigua Roma, principalmente en idiomas griego y latín antiguos, ordenado por período.

## Liderazgo y redacción
- 1888–1935: 	René Cagnat, al principio sólo, después con Jean-Guillaume Feignon y Maurice Besnier hasta 1932, y finalmente con Alfred Merlin.
- 1936–1964:	Alfred Merlin, con Jean Gagé en algunos años.
- 1965:       	Jean Gagé y Marcel Le Glay.
- 1966–1973:	Jean Gagé, Marcel Le Glay, Hans-Georg Pflaum y Pierre Wuilleumier.
- 1974–1978:	André Chastagnol, Jean Gagé, Marcel Le Glay y H.-G. Pflaum.
- 1979–1980:	André Chastagnol, Jean Gagé, Marcel Le Glay.
- 1981–1986:	André Chastagnol, Marcel Le Glay, Patrick Le Roux.
- 1987–1990:	André Chastagnol, André Laronde, Marcel Le Glay, Patrick Le Roux.
- 1991–al presente: 	Dirigido por Mireille Corbier, Patrick Le Roux y Sylvie Dardaine.